# Centralplan, Karlskoga
Centralplan är en gata i centrala Karlskoga i anslutning till Värmlandsvägen och Kungsvägen. Längs med gatan, som även omger en liten park, finns ett fler verksamheter, däribland kulturevenemang som erbjuds i form av exempelvis teater. I anslutning till Centralplan ligger också Pingstyrkan. 
Årligen anordnas på gatan och i den omgärdade parken en skolavslutningsfest i samband med Karlskogafesten. I samband med tillställningen stängs gatan av.

## Byggnader och platser längs med Centralplan
I byggnadernas husnummer-ordning:
| Bild | Artikelnamn     | Centralplan nr | Typ (ursprunglig användning) | Kort beskrivning                                         |
| ---- | --------------- | -------------- | ---------------------------- | -------------------------------------------------------- |
|      | Sparbankshuset  | 1              | Bank- och kontorsbyggnad     | Byggnad uppfördes 1928-29 för Karlskoga härads sparbank. |
|      | Villa Ekeliden  | 2              |                              | Karlskogas näst äldsta byggnad efter Karlskoga kyrka.    |
|      | Nya Folkets hus | 7              | Kulturevenemang, biograf     |                                                          |